# Grindr
Grindr is een geosociale applicatie (app) voor smartphones, bedoeld om homo- en biseksuele mannen, queer en transgender personen met elkaar in contact te brengen. Grindr werd opgericht in 2009 en telde in 2018 wereldwijd zo'n 5 miljoen gebruikers, waarvan circa 3,8 miljoen dagelijkse gebruikers. In 2013 waren er ongeveer 15.000 Nederlandse gebruikers.

## Werking
De applicatie is beschikbaar voor toestellen met iOS, Blackberry OS (RIM) en Android. Door middel van geolocatie kunnen gebruikers van Grindr zien welke mannen zich in de omgeving bevinden. Deze worden in de user interface getoond door middel van kleine profielfotootjes, die gerangschikt zijn van dichtbij naar ver weg. Door het fotootje van een andere gebruiker aan te klikken, verschijnt een kort profiel met diens "stats" (leeftijd, lengte, gewicht) en de mogelijkheid om te chatten, foto's te versturen of de eigen locatie door te geven.
In 2018 liet de maker van Grindr weten dat het voortaan niet meer is toegestaan om discriminerende opmerkingen in een profieltekst op te nemen. Teksten waarin gebruikers aangeven dat ze geen contact willen met bijvoorbeeld Aziatische, zwarte, dikke of vrouwelijke mannen zullen door moderatoren worden verwijderd. Het blijft wel toegestaan om voorkeuren op een positief omschreven manier aan te geven.

## Ontwikkeling
Grindr werd op 25 maart 2009 uitgebracht door het Amerikaanse bedrijf Nearby Buddy Finder, LLC. Het werd al snel wereldwijd gebruikt en op 18 juni 2012 maakte Grindr bekend dat er 4 miljoen gebruikers in 192 landen waren, waarvan 1,1 miljoen dagelijks online waren. Ruim 1,5 miljoen gebruikers bevinden zich in de Verenigde Staten en met 350.000 is Londen de stad met de meeste gebruikers. In Nederland waren er in 2013 ca. 15.000 gebruikers van Grindr.
In juni 2010 bracht Grindr een versie uit onder de naam DNR Social, genoemd naar Derek Hartley and Romaine Patterson, die als Derek and Romaine (D "n" R) op de zender Sirius XM Radio een populair programma presenteren, gericht op de lgbt-gemeenschap. De gebruikers en mogelijkheden zijn echter hetzelfde als op Grindr.
Op 8 september 2011 startte Grindr een vergelijkbare applicatie onder de naam Blendr, die niet beperkt is tot alleen homoseksuele mannen en die ook mogelijkheden biedt voor het aangaan van niet-seksuele contacten. Naar het voorbeeld van Grindr maakte een ander bedrijf de app Tinder, die in 2012 uitkwam, bedoeld voor het aangaan van heteroseksuele contacten. Voor lesbische vrouwen is er een vergelijkbare app onder de naam Her.

## Gevaren
Gebruikers kunnen via Grindr anoniem contacten aangaan, wat een voordeel is voor mannen die (nog) niet uit de kast zijn, anderzijds brengt deze anonimiteit ook gevaren met zich mee, met name voor onervaren homoseksuele jongeren. Kwaadwillenden kunnen via misleidende (fake) profielen andere gebruikers tot dates verleiden waarbij, vaak met behulp van drugs, seksueel misbruik of diefstal plaatsvindt. Met deze combinatie van anonimiteit en risico's staan apps als Grindr in de traditie van oudere homo-ontmoetingsplaatsen als urinoirs, parken en parkeerplaatsen langs snelwegen.
In Engeland en Wales werden de apps Grindr en Tinder genoemd in een toenemend aantal strafzaken aangaande moord, verkrachting en kindermisbruik: 55 keer in 2013, 204 keer in 2014 en 676 keer in 2017. In Nederland kwam in februari 2018 de 17-jarige Orlando Boldewijn onder nog onopgehelderde omstandigheden om het leven na een date via Grindr en begin april van dat jaar werd een man in Dordrecht via de app naar een vermeende date gelokt en vervolgens door 16 mannen in elkaar geslagen. In het laatste geval constateerde de rechtbank echter geen specifiek homofoob geweld. Ook David Polfliet werd in Beveren op deze manier vermoord.
In april 2018 kwam Grindr in opspraak toen bekend werd dat gebruikersgegevens, waaronder de hiv-status, waren gedeeld met de data-analysebedrijven Apptimize and Localytics.